# 鲃粘体虫
鲃粘体虫（学名：Myxosoma capoeta）为粘体科粘体虫属的动物。在中国，分布于广东等，营寄生生活，寄生在条纹二须鲃的肾。